# センセ。
『センセ。』は、春輝による日本の漫画作品。プロトタイプである読み切り版（『ヤングチャンピオン烈』（秋田書店）2007年5号掲載）を経て『ヤングチャンピオン』（同社刊）にて、2008年No.3より連載中。スピンオフ作品『初めてのセンセ。』が『ヤングチャンピオン烈』にて、2019年No.12から2022年No.1まで連載。2023年9月時点で累計発行部数は135万部を突破している。
女子高唯一の新人男子教師が女子生徒に囲まれながらHなハプニングに巻き込まれたりHな妄想をしたりするストーリー。舞台はかつて女子校だったのが男女共学になった際に男女校舎別々になった私立明神学園が中心である。カワイイ女子生徒たちと過ごすドキドキのスクールライフ。外枠が黒で塗られている場面では現在進行形で発生していることではなく、ほとんどの場合は主人公の妄想シーンである（中には過去の回想もある）。

## 登場人物
佐藤 真（さとう まこと）
明神学園「みょうじん」高等部女子校舎講師。新人講師であり、女子校舎唯一の男性講師。担当は理科。明神学園男子校舎出身。担任代理。
伊吹とは偶然からキスしたことがきっかけで親密になった。伊吹だけでなく、他の女子生徒からも好かれている。
偶然から様々なHなトラブルに遭う。またH的な雰囲気が漂うと、Hな妄想をしてしまう。

### 女性
漫画で踏み込んだH的なシーンの描写がある女性について記載する。以下の女性は佐藤との踏み込んだH的なシーンはほとんどが佐藤の妄想である（佐藤が女性との踏み込んだH的なシーンを実際にしているのは史枝とのシーンだけ）。
杉浦 伊吹（すぎうら いぶき）
明神学園高等部1年女子生徒。黒髪。セミロング。
アイドルや女優等の芸能活動をしている。1993年3月14日生まれ。明日香の親友。琴美の友達。
飯野 明日香（いいの あすか）
明神学園高等部1年女子生徒。保健委員。茶髪。ショートカット。
ボーイッシュな雰囲気を漂わせている。陸上部に在籍しており、運動が得意。スポーツ万能。伊吹とは芸能人になる前からの付き合い。伊吹の親友。
金堂 カンナ（こんどう カンナ）
明神学園高等部1年女子生徒。資産家のご令嬢。寂しがり屋な性格。黒髪。ロングツインロールヘア。
メイド喫茶『Puremaid』でアルバイトをしている。史枝が真の隣に住んでいることに危機感を感じて、真の引っ越し先を斡旋する。料理の盛り付けは苦手。由梨の幼なじみであり、彼女のことを「ユリリ」と呼んでいる。
玉井 琴美（たまい ことみ）
明神学園高等部1年B組女子生徒。黒髪。赤いヘアバンド。ショートボム。
眼鏡っ娘。小説を書いている文学少女。図書委員。演劇部に在籍。伊吹の友達。料理上手のため、真の家でのカンナと由梨の料理教室で二人に指導する。
長谷川 史枝（はせがわ ふみえ）
明神学園高等部女子校舎教師。専門教科は生物。演劇部顧問。ウルトラミニ。茶髪。ショート。関西弁を喋る。生徒には人気がある。料理は下手。佐藤と同じ大学出身であり、高校も同じ明神学園出身である。明神学園における教育実習では高校生だった佐藤が生徒であった。
教育実習時代は高校生の佐藤には普通の授業を教えていただけでなくて、無理やり踏み込んでH的なことを強要させていた。佐藤が大学生になっても関係は続いた。一時期、教職から離れておりブランクがある。
真の隣の部屋に引っ越すが、H的なことを強要させられた真が距離を置くようになったため、別の場所に引っ越す。
竹村 由梨（たけむら ゆり）
明神学園高等部1年女子生徒。生徒会長。茶髪。セミロング。弓道部活動時、ポニーテール。
弓道部部長をしているが、真面目すぎる性格から周囲と衝突しがち。
「真の2番目の女」を目指し、真の引越しを画策。
カンナとは幼なじみであり、彼女のことを「キンカン」と呼んでいる。
佐伯（さえき）
明神学園高等部女子生徒。演劇部部長。演劇部に在籍している。真に演技指導を請う。
ミホ
明神学園高等部女子生徒。ツインテール。長谷川史枝に勉強のことを聞きにきた。佐藤とは会話をほとんどしたことがなく、接点がほとんどない。
春菜（はるな）、遥（はるか）
明神学園高等部女子生徒。
2人でキスしているところを明日香と真に目撃された。
桐生 礼子（きりゅう れいこ）
伊吹のマネージャー。大塚マネージャー。美女。白マイクロミニワンピース。茶髪。ショートカット。
伊吹が教師である佐藤と交際していることを知り、伊吹の芸能活動に支障をきたさないようにするために佐藤に接触する。
校長先生・杉浦 佳世子（すぎうら かよこ）
私立明神学園高等部女子校舎女性校長。マキシスカート。黒髪。ポニーテール。
伊吹の義母。伊吹は、主人の連れ子。 若くて美人。眼鏡をかけており清楚な雰囲気を漂わせている。華奢な指。
広末（ひろすえ）
明神学園高等部女子校舎教師。担当は保健体育。
山口（やまぐち）
明神学園高等部女子校舎教師。担任。

### その他の人物
花枝（はなえだ）
私立明神学園高等部女子校舎女性教頭。
朝比奈 憲司（あさひな けんじ）
俳優。主演映画で伊吹と共演している。
高林（たかばやし）
カンナお嬢様の運転手。真の家でのカンナと由梨の料理を引越し祝いのサプライズで真を引き留める役を演じる。
佐藤 杏花（さとう きょうか）
真の従妹。白いマイクロミニスカート。中学3年生。

## 書誌情報
- 春輝 『センセ。』 秋田書店〈ヤングチャンピオンコミックス〉、既刊14巻（2023年9月20日現在）
  1. 2008年12月19日発売[19]、ISBN 978-4-253-14907-5
  2. 2009年7月17日発売[20]、ISBN 978-4-253-14908-2
  3. 2010年4月20日発売[21]、ISBN 978-4-253-14909-9
  4. 2011年6月20日発売[22][23]、ISBN 978-4-253-14910-5
  5. 2012年5月18日発売[24]、ISBN 978-4-253-14918-1
  6. 2013年4月19日発売[25]、ISBN 978-4-253-14919-8
  7. 2016年5月20日発売[1][26]、ISBN 978-4-253-14920-4
  8. 2016年5月20日発売[1][27]、ISBN 978-4-253-14924-2
  9. 2017年6月20日発売[28]、ISBN 978-4-253-15039-2
  10. 2018年6月20日発売[29]、ISBN 978-4-253-15040-8
  11. 2019年6月20日発売[30]、ISBN 978-4-253-15113-9
  12. 2020年8月20日発売[31]、ISBN 978-4-253-15114-6
  13. 2022年3月17日発売[32]、ISBN 978-4-253-15115-3
  14. 2023年9月20日発売[5]、ISBN 978-4-253-30354-5
- 春輝 『センセ。 SPECIAL EPISODE』 秋田書店〈ヤングチャンピオンコミックス〉、2016年5月20日発売[1][33]、ISBN 978-4-253-14929-7
- 春輝 『初めてのセンセ。』 秋田書店〈ヤングチャンピオンコミックス〉、全3巻
  1. 2020年8月20日発売[34][35]、ISBN 978-4-253-30191-6
  2. 2021年6月18日発売[36]、ISBN 978-4-253-30192-3
  3. 2022年3月17日発売[37]、ISBN 978-4-253-30193-0